# 約·定
《約·定》（英語：Be Loved in House: I Do），為Vidol、KKTV及SPO出品的BL偶像劇，由賴東賢、王碩瀚、廖偉博、余杰恩主演，2021年5月20日起於 Vidol、KKTV首播。

## 播出時間

### 首播
| 頻道                  | 所在地 | 播映日期                     | 播出時間            |
| --------------------- | --- | ---------------------------- | ------------------- |
| Vidol                 | 臺灣 · 部分地區 | 2021年5月20日－2021年7月29日 | 每週四中午12點／1點 |
| KKTV                  | 臺灣 | 2021年5月20日－2021年7月29日 | 每週四中午12點／1點 |
| VideoMarket RakutenTV | 日本 | 2021年5月20日－2021年7月29日 | 每週四中午12點／1點 |
| hmvod                 | 香港 · 澳門 | 2021年5月20日－2021年7月29日 | 每週四中午12點／1點 |
| WeTV                  | 越南 · 泰國 · 菲律賓 | 2021年5月20日－2021年7月29日 | 每週四中午12點／1點 |
| Viki                  | 多個國家地區 - 歐洲 - 美洲 - 非洲 - 巴林 - 埃及 - 伊朗 - 阿曼 - 约旦 - 阿联酋 - 葉門 - 印度 - 以色列 - 伊拉克 - 黎巴嫩 - 科威特 - 叙利亚 - 新西兰 - 沙烏地阿拉伯 | 2021年5月20日－2021年7月29日 | 每週四中午12點／1點 |

## 演員列表

### 主要演員
| 演員   | 角色   | 介紹 |
| 賴東賢 | 金予真 | 新任「精誠工藝坊」藝術總監及老闆。擁有鎳過敏體質，石磊男友 30歲。在任職第一天就頒布「單身公約」，限定已婚者、戀愛者必須離職！這份公約引起原負責人石磊反彈，金予真也因此跟石磊開始糾糾纏纏的密切互動。喜歡石磊，但卻因為7年前的一件事始終讓他不敢跨出那一步。『小王子』故事裡小王子的代表。在結局中撕下單身公約並與石磊正式相愛。 |
| 王碩瀚 | 石磊   | 「精誠工藝坊」總管理&組長，專業領域為金工鍛敲，金予真男友 29歲，射手座。個性非常外放，實際上思緒縝密、思考敏捷，與外表形成極大落差，被旁人戲稱是「滾石不生苔」。自從跟金予真住在同居開始，兩人猶如歡喜冤家吵吵鬧鬧，因單身公約之故始終對金予真充滿敵意。起初對程珞有好感，但幾次工作上的接觸後便開始對金予真漸漸改觀，甚至不知從何時開始對金予真產生戀而不捨的感情。喜歡金予真。『小王子』故事裡狐狸的代表。在結局中與金予真正式相愛。 |
| 廖偉博 | 言兆綱 | 黑沃咖啡老闆，午思齊男友 32歲，主推低敏膳食，在相距「精誠工藝坊」一個街角的地方開店。金予真的學長，自稱是愛情的游子。在金予真將午思齊逐出員工宿舍的當晚便收留了他，這一收就是天長地久。喜歡午思齊。 |
| 余杰恩 | 午思齊 | 「精誠工藝坊」成員，專業領域為金屬纏繞，言兆綱男友 22歲，心細手巧的工讀生，努力從實習轉正職，廚藝0分、低社交人物，身邊的好友都來自工藝坊而非學校，因此被金予真逐出員舍之後便走投無路，最終帶著行李流浪在公園而被言兆綱拾回。喜歡言兆綱。 |
| 祐琋   | 王靖   | 「精誠工藝坊」成員，白筱倩交往6年的男友，專業領域為礦石 個性優柔但專情，跟白筱倩的關係呈現女強男弱的狀態。受單身公約限制，本要求婚的他只能默默低調的愛。 |
| 姚蜜   | 白筱倩 | 「精誠工藝坊」成員，專業領域為雷射刻字、設計圖樣 王靖愛慕多年的女友，也期待能修成正果許久，在王靖跪下開口求婚的前一秒，收到了單身公約，結婚夢碎，努力計畫著與石磊一起攜手摧毀單身公約。 |
| 艾雨帆 | 程珞   | 黑沃咖啡實習店長 外型、氣質都頗出色，是石磊一直想追求的對象，但石磊多次低調表達好感她卻彷彿一無所知。 |
| 李迪恩 | 易子同 | 金予真的前男友，遠山財團董事長么子暨現任執行長 『小王子』故事裡玫瑰的代表。成就金予真坦承面對喜歡石磊的推手。 |
| 林家佑 | 慕囚良 | 被易子同指派要與「精誠工藝坊」合作特殊客戶的特製訂單。 |

### 特別演出
| 演員   | 角色   | 介紹 |
| 王彩樺 | 藍娟   | 石磊的母親，通曉世故、個性開明的護士長 比石磊更早察覺他與金予真的情感流動卻始終默默旁觀，是成就金石之戀的推手。 |
| 樊光耀 | 麥正雄 | 金予真和易子同的舊識。                                                                                          |

### 客串演出
| 演員       | 角色  | 介紹             |
| Xtars 主播 | 羽月  | 直播主。         |
| Xtars 主播 | 芯語  | 直播主。         |
| Xtars 主播 | 米妮  | 直播主。         |
| 陳弟弟     | 萬萬  | 黑沃咖啡店店貓。 |
| 宋偉恩     | Mr.崔 |                  |

## 歌曲
| 曲別   | 歌名    | 演唱者 | 作詞       | 作曲      |
| 片頭曲 | 約定    | 艾雨帆 | 季電Jidian | 巴燕‧巴尚 |
| 片尾曲 | I Do    | 艾雨帆 | 范揚景     | 范揚景    |
| 插曲   | 逗點    | 艾雨帆 | 范揚景     | 范揚景    |
| 插曲   | 40 Days | 艾雨帆 | 艾雨帆     | 艾雨帆    |

## 每集副標
| 集數 | 播出日期      | 標語       |
| 1    | 2021年5月20日 | 裂開的碧璽 |
| 2    | 2021年5月20日 | 天河石     |
| 3    | 2021年5月27日 | 黃玉       |
| 4    | 2021年6月3日  | 鎳過敏     |
| 5    | 2021年6月10日 | 藍寶石     |
| 6    | 2021年6月17日 | 銦與銀     |
| 7    | 2021年6月24日 | 草莓晶     |
| 8    | 2021年7月1日  | 拉長石     |
| 9    | 2021年7月8日  | 貓眼石     |
| 10   | 2021年7月15日 | 錫與銅     |
| 11   | 2021年7月22日 | 碎鑽       |
| 12   | 2021年7月29日 | 金石盟約   |
| 番外 | 2021年8月5日  | 約定之後   |

## 製作團隊
- 導演：姜秉辰
- 總監製：王信貴
- 監製：洪采岑、陳啟超、馮英琪、江明玉
- 出品人：香月淑晴、藍宜楨、黃國瑜
- 製作人：宋鎵琳
- 執行製作人：
- 編劇統籌：
- 編劇：季電Jidian
- 製作公司：腦漿娛樂
- 發行公司：SPO、Vidol、KKTV

## 大事記

### 2021年
- 1月19日，舉行《約·定》開鏡[1]。
- 4月20日，舉辦《約·定》卡司記者會[2]。
- 5月20日，Vidol、KKTV、VideoMarket、RakutenTV首播。
- 7月29日，《約·定》精彩大結局。

## 拍攝場景

#### 新北市
- 板橋區
  - 浮島日常
- 淡水區
  - 淡水漁人碼頭
- 樹林區
  - 車站外街景

#### 新竹縣
- 竹北市
  - HWC黑沃咖啡[3]

## 外部連結
- Be Loved in House - 約定 Facebook粉專 （页面存档备份，存于）
- Vidol Facebook粉專
- Vidol Instagram粉專 （页面存档备份，存于）
- Vidol Youtube頻道 （页面存档备份，存于）
- 女孩要幹嘛Facebook粉專 （页面存档备份，存于）
- 女孩要幹嘛Instagram粉專 （页面存档备份，存于）
- 女孩要幹嘛Youtube頻道 （页面存档备份，存于）
- 在Netflix上觀看《約·定》

| 臺灣 Vidol原創微劇                          | 臺灣 Vidol原創微劇                                          | 臺灣 Vidol原創微劇 |
| ------------------------------------------- | ----------------------------------------------------------- | ------------------ |
|                                             | Be Loved in House - 約．定 （2021年5月20日－2021年7月29日） |                    |
| 愛不愛栗絲 （2020年12月16日－2021年3月3日） | —                                                           |                    |